# Velas
Velas là một huyện thuộc Vùng tự trị Açores, Bồ Đào Nha. Huyện này có diện tích 117 km², dân số thời điểm năm 2001 là 5605 người.